# آموج
آموج (به ارمنی: Ամոջ) یک روستا در ارمنستان است که در استان لوری واقع شده‌است. آموج در ۱ کیلومتری شمالغرب وانادزور، مرکز استان لوری واقع شده‌است.

## خصوصیات
آموج ۱۸۳ نفر جمعیت دارد و در ارتفاع ۱۲۰۰ متر بالاتر از سطح دریا قرار گرفته‌است.
| سال   | ۱۸۸۶ | ۱۹۲۶ | ۱۹۳۹ | ۱۹۵۹ | ۱۹۷۰ | ۲۰۰۱ | ۲۰۰۴ |
| جمعیت | ۴۵   | ۱۵۷  | ۱۶۳  | ۱۱۰  | ۲۱۹  | ۲۰۱  | ۱۸۳  |